# Pyrodictiaceae
La pirodictiáceas (Pyrodictiaceae) son una familia de microorganismos anaerobios con forma de disco pertenecientes al orden Sulfolobales, en el dominio Archaea. Los miembros de esta familia se distinguen de los de la otra familia (Desulfurococcaceae) del orden Sulfolobales en que tienen una temperatura óptima de crecimiento por encima de los 100 °C, en vez de inferior a los 100 °C. Entre los géneros identificados en esta familia están: Pyrodictium, Hyperthermus y Pyrolobus.